# Armenian Stock Exchange
Armenia Stock Exchange (AMX) är den enda reglerade börsen som är verksam i Armenien. Den ligger i huvudstaden Jerevan och inledde sin verksamhet 2001.
Den armeniska börsen inrättades som en självreglerande organisation av börsmedlemmar. Efter förändringar i lagstiftningen omvandlades börsen till ett aktiebolag i november 2007. Bolaget förvärvades strax därefter av den nordiska börsoperatören OMX. Efter att Nasdaq och OMX hade slagits samman i början av 2008 ändrades namnet på den armeniska börsen till Nasdaq OMX Armenia. Senare tog den armeniska centralbanken över ägandet av börsen och i januari 2019 bytte den namn till Armenia Securities Exchange (AMX).
I september 2020 inledde Warszawabörsen (GPW) förhandlingar om att förvärva en majoritet av AMX och i juni 2022 slutförde man förvärvet av 65 procent av börsen. I augusti 2024 ändrades namnet på börsen från Armenia Securities Exchange till Armenia Stock Exchange.